# Kalktrichterofen Wuppertal

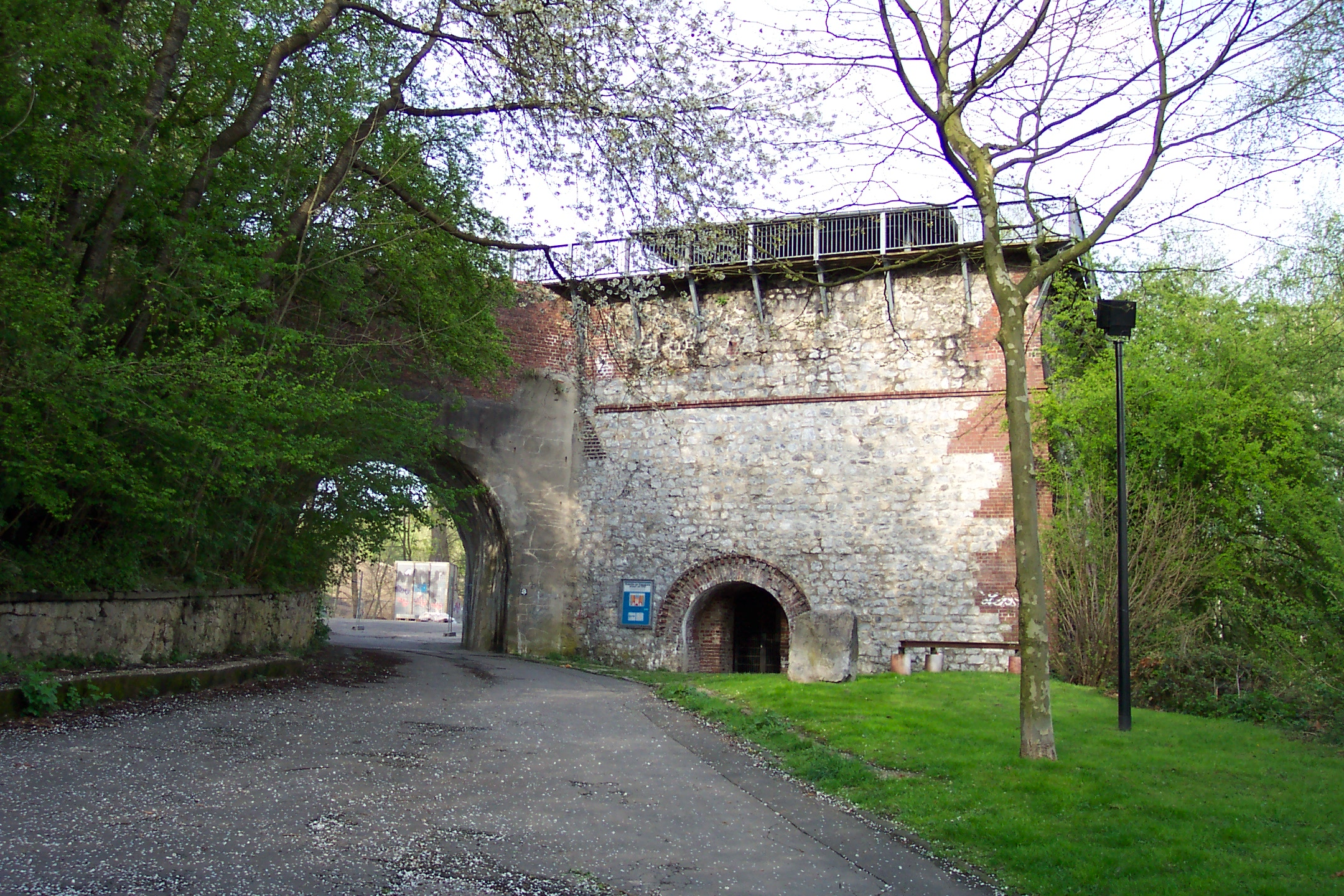
Der Kalktrichterofen am Eskesberg mit der Zufahrtsrampe (links)

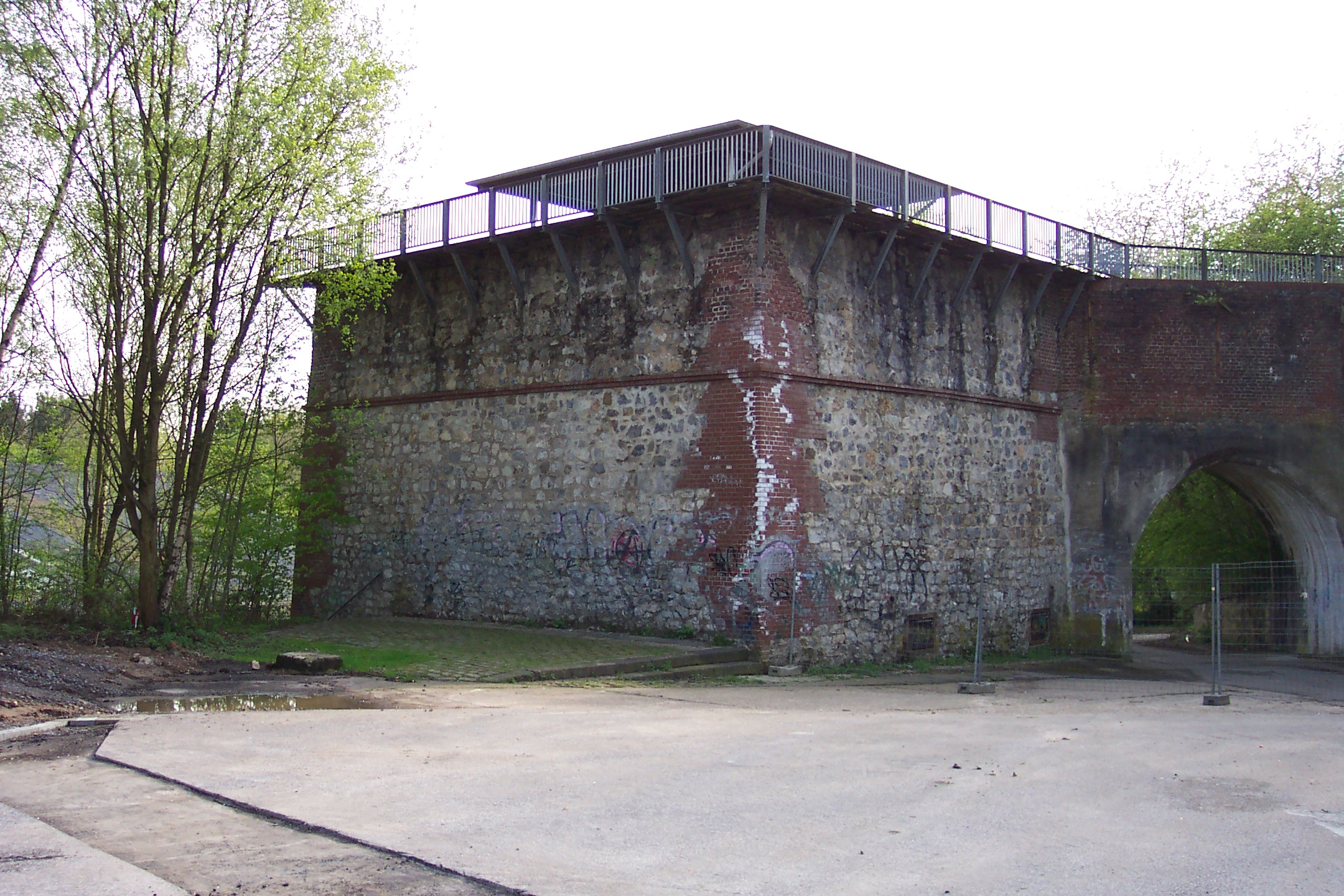
Rückseite des Ofens

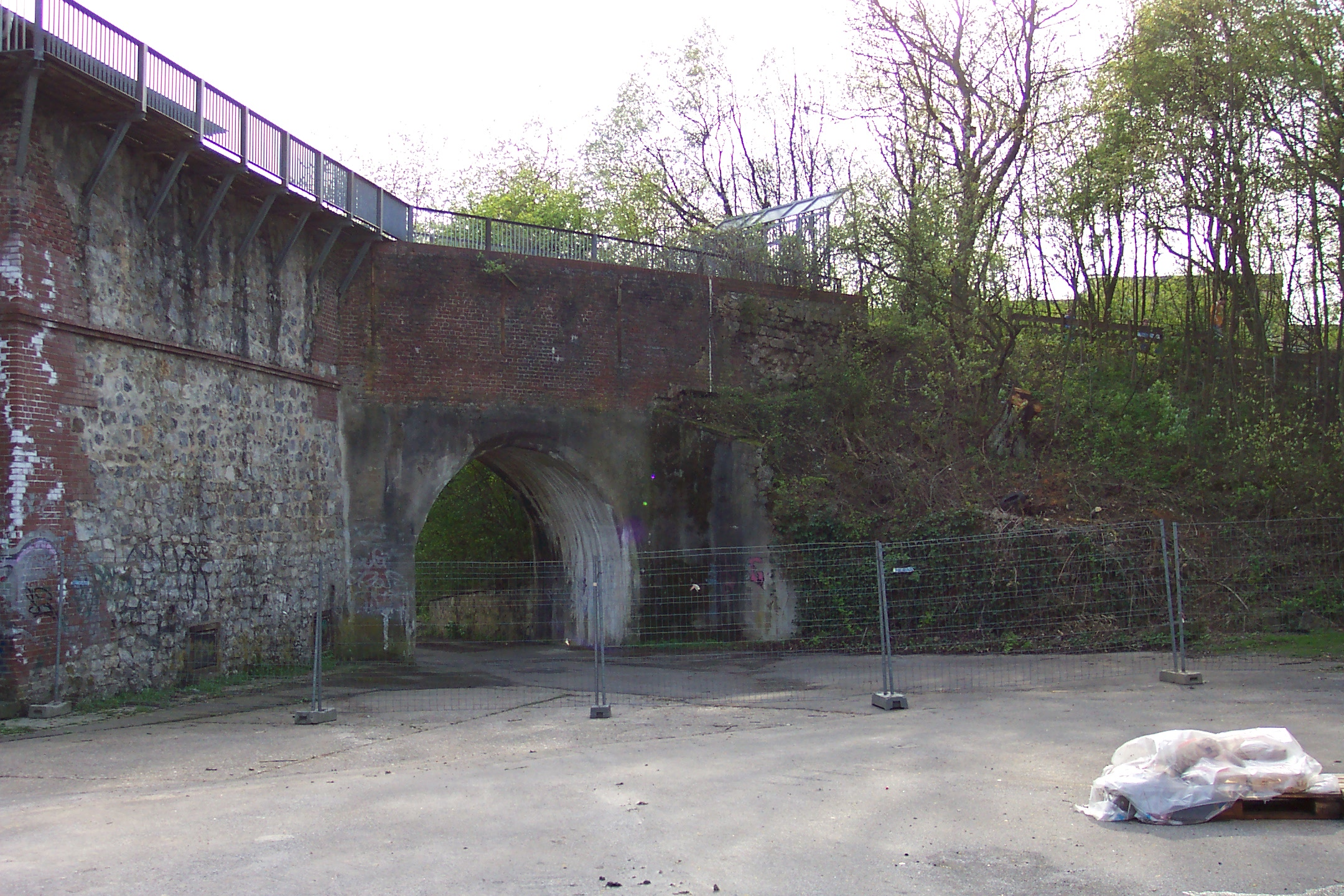
Rückseite des Ofens mit der Rampe zur Kalkstein- und Kohlenzufuhr

Der Kalktrichterofen am Eskesberg im Wuppertaler Stadtbezirk Elberfeld-West (Quartier Varresbeck) ist ein Industriedenkmal aus dem 19. Jahrhundert und einer der letzten verbliebenen industriellen Kalköfen im niederbergischen Raum. Der Kalktrichterofen ist ein Standort des Museums Industriekultur Wuppertal.

## Geschichte der Kalkbrennerei
Die Technik der Kalkgewinnung aus Kalkstein ist schon in vorgeschichtlicher Zeit nachgewiesen. Bereits im Mesopotamien des 5. Jahrtausends vor Christus sind Ummauerungen um die Feuerstellen belegt, in Mitteleuropa bei den Kelten im 6. Jahrhundert v. Chr. Die großen Kalkvorkommen auf der Linie Wuppertal-Hagen-Iserlohn lassen vermuten, dass auch der Kalkabbau in dieser Gegend sehr alt ist. Kalköfen sind in der Gegend ab etwa 800 belegt. Die Bauern der Gegend brannten Kalk aus dem dicht unter der Erdoberfläche vorkommenden Kalkstein (= Calciumcarbonat) für den eigenen Bedarf: als Dünger und für die Herstellung von Mörtel. So ist anzunehmen, dass auch die Bauern des Hofes Eskesberg bereits Kalk brannten. Die Öfen wurden mit Holz befeuert, die Technik entwickelte sich von einfachen Gruben im Erdreich über erste primitive Hangöfen, bei denen ein eigener Zugang für die Befeuerung in den Hang gegraben wurde, zum Prinzip des Trichterofens in der zweiten Hälfte des 18. Jahrhunderts. Mit dem Beginn der Industrialisierung stieg der Bedarf an Kalk erheblich. Durch die Erfindung der Eisenbahn und den Beginn des industriellen Kohleabbaus war ausreichend Brennmaterial vorhanden, um auch die Kalkproduktion zu industrialisieren. Der letzte erhaltene Großtrichterofen aus dieser Zeit ist jener am Eskesberg.

## Funktionsweise des Trichterofens

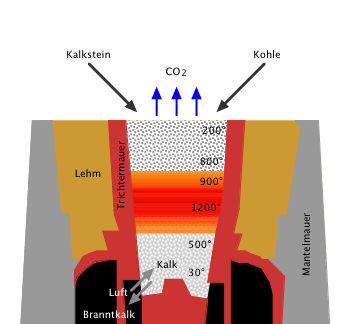
Funktionsschema

Bei der Kalkgewinnung wird aus dem Kalkstein – Calciumcarbonat – bei einer Temperatur zwischen 900 und 1.250 °C Kohlendioxid gelöst, und Calciumoxid – Kalk – bleibt übrig nach der Reaktionsgleichung
{\displaystyle \mathrm {CaCO_{3}} \rightarrow \mathrm {CaO} +\mathrm {CO} _{2}.}
Der Trichterofen besteht aus einem Trichter, bei dem durch Heizkammern etwa in der Mitte die Temperatur von 1.100–1.250 °C konstant aufrechterhalten wird. Eine Rampe, die in einer Schleife über ein Viadukt auf das Dach des Gebäudes führt, ermöglicht die Anlieferung des Kalksteins. Dieser wird zusammen mit der Kohle von oben in den Trichter eingefüllt, die chemische Reaktion erfolgt in der Mitte (der sogenannten „Brennzone“), die aufsteigenden heißen Gase aus der Brennzone erhitzen die nachsickernde Kohle. Bis zum Austritt des Trichters kühlt der entstandene Branntkalk ab und wird dort entnommen. Dieser Ablauf ermöglicht einen kontinuierlichen Betrieb der Anlage.

## Geschichte des Wuppertaler Kalktrichterofens

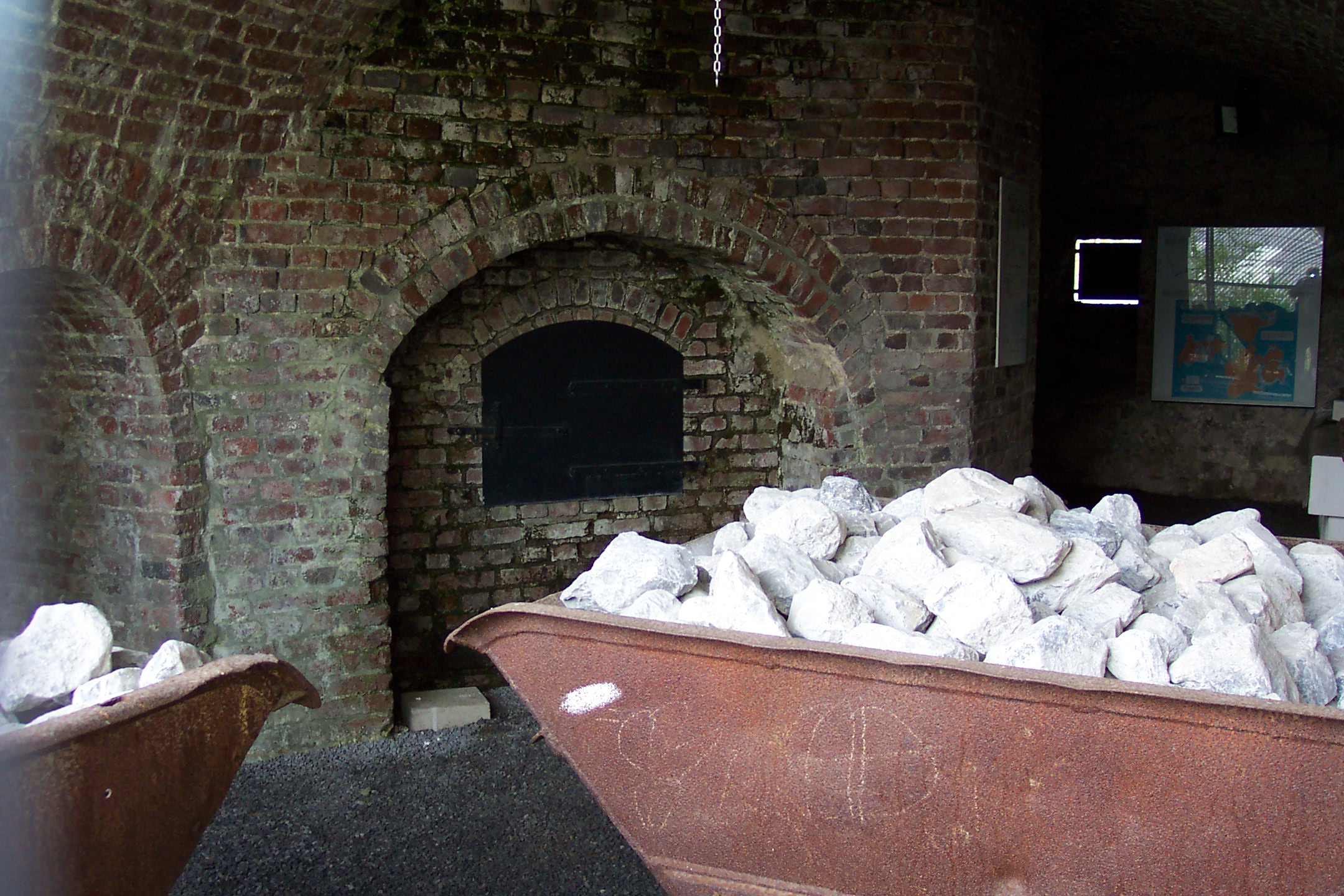
Unteres Ende und Klappe zur Entnahme des Kalks

Belege für den Zeitpunkt der Erbauung des Ofens gibt es nicht. Die erste Erwähnung stammt aus dem Jahr 1889, als der Besitzer des Ofens, Emil Lipken in der Beek, bei der Stadt den Antrag für die Errichtung eines Ringofens im benachbarten Kalksteinbruch Grube Dorp einreichte. Als Erbauungszeit werden heute jedoch die Jahre um 1850 angenommen.
Der Kalktrichterofen am Eskesberg blieb bis 1942 in Betrieb. Etwa in dieser Zeit wurde er zum Luftschutzbunker umgewandelt und stillgelegt, unter anderem wohl deshalb, weil der arbeitende Trichter durch die weit sichtbare Glut ein einfaches Angriffsziel für feindliche Flugzeuge war. Der benachbarte, effektivere Ringofen blieb bis 1956 in Betrieb, bis die Rheinisch-Westfälischen Kalkwerke die gesamte Produktion am Standort einstellten und den Ringofen abbauten. Der ältere ehemalige Kalktrichterofen blieb jedoch unberührt. Das Gelände wurde 1957 der Stadt Wuppertal übereignet. Die Grube des Kalksteinbruchs Grube Eskesberg wurde in den 50er und 60er Jahren als Müllkippe benutzt und, als sie voll war, mit Erde überdeckt. Das Gelände wurde von Vegetation überdeckt und renaturierte zunehmend.
1978 entdeckten zwei Mitglieder der „Bürgerinitiative Naherholungsgebiet DIE BEEK“ das Gebäude wieder. Seine Bedeutung als Industriedenkmal wurde sofort erkannt, allerdings dauerte es bis in die achtziger Jahre, bis das Gebäude umfassend saniert wurde: 1989 wurde der Kalktrichterofen nach rund drei Jahren Bauzeit in die Obhut des Fuhlrott-Museums übergeben. 2008 wurde es ein Standort des Historischen Zentrums (heute: Museum Industriekultur Wuppertal).
Anfang 2017 wurde der nur im Rahmen von Führungen mögliche Zugang zur Einfüllplattform über das Viadukt von der Stadt wegen Sicherheitsbedenken untersagt und die Unterfahrung durch ein Gerüst gegen Steinschlag gesichert.
Im Oktober 2018 wurde der Ofen dann aus den gleichen Gründen komplett gesperrt. War vorher schon ein Abriss von Rampe und Viadukt vom damaligen Leiter des Historischen Zentrums ins Gespräch gebracht worden, an die nur noch durch eine stählerne Silhouette erinnert werden sollte, stand nun der „Rückbau“ des bedeutenden industriegeschichtlichen Denkmals in Gänze im Raum.
Das veranlasste den Bürgerverein Sonnborn-Zoo-Varresbeck, sich für Sanierung und weiteren Erhalt dieses einzigartigen Kulturdenkmals zu engagieren. Mit dem Konzept eines Erlebnisorts „Kalkpark“ in unmittelbarer Nachbarschaft der Nordbahntrasse, der auch den überwucherten Ringofen der Nachbargrube Dorp umfassen sowie neben lokal- und industriegeschichtlichen auch naturkundliche und Umwelt-Aspekte thematisieren soll, trat man beim neuen Leiter des Historischen Zentrums, Lars Bluma, offene Türen ein. Er konnte die Stadt zur Übernahme der Kosten eines für alle weiteren Schritte unerlässlichen Schadensgutachtens bewegen.